# Patrimoni dell'umanità dello Sri Lanka
I patrimoni dell'umanità dello Sri Lanka sono i siti dichiarati dall'UNESCO come patrimonio dell'umanità in Sri Lanka, che è divenuto parte contraente della Convenzione sul patrimonio dell'umanità il 6 giugno 1980.
Al 2020 i siti iscritti nella Lista dei patrimoni dell'umanità sono otto, mentre tre sono le candidature per nuove iscrizioni. I primi tre siti iscritti nella lista sono stati nel 1982 l'antica città di Polonnaruwa, l'antica città di Sigiriya e la città sacra di Anurādhapura, durante la sesta sessione del comitato del patrimonio mondiale. Gli altri siti furono aggiunti nel 1988 (tre), 1991 e 2010. Sei siti sono considerati culturali, secondo i criteri di selezione, due naturali.

## Siti del Patrimonio mondiale
| Foto | Sito                                        | Luogo                                                             | Tipo                         | Anno | Descrizione |
| ---- | ------------------------------------------- | ----------------------------------------------------------------- | ---------------------------- | ---- | --- |
|      | Città sacra di Anurādhapura                 | Anurādhapura                                                      | Culturale (200; ii, iii, vi) | 1982 | Questa città sacra fu fondata intorno a una talea dell'"albero dell'illuminazione", il fico del Buddha, portata lì nel III secolo a.C. da Sanghamitta, la fondatrice di un ordine di monache buddiste. Anuradhapura, capitale politica e religiosa di un regno srilankese che fiorì per 1300 anni, fu abbandonata dopo un'invasione nel 993. Nascosta per molti anni nella fitta giungla, lo splendido sito, con i suoi palazzi, monasteri e monumenti, è ora nuovamente accessibile. |
|      | Antica città di Polonnaruwa                 | Polonnaruwa                                                       | Culturale (201; i, iii, vi)  | 1982 | Polonnaruwa fu la seconda capitale dello Sri Lanka dopo la distruzione di Anurādhapura nel 993. Comprende, oltre ai monumenti brahmanici costruiti dai Chola, le rovine monumentali della favolosa città giardino creata da Parakramabahu I nel XII secolo. |
|      | Antica città di Sigiriya                    | Dambulla                                                          | Culturale (202; ii, iii, iv) | 1982 | Le rovine della capitale costruita dal re parricida Kashapa I (477-95) giacciono sui ripidi pendii e sulla sommità di un picco di granito alto circa 180 m (la "Roccia del Leone", che domina la giungla da tutti i lati). Una serie di gallerie e scale che emergono dalla bocca di un gigantesco leone costruito in mattoni e intonaco forniscono l'accesso al sito. |
|      | Riserva forestale di Sinharaja              | Distretto di Galle, Distretto di Kalutara, Distretto di Ratnapura | Naturale (405; ix, x)        | 1988 | Situata nel sud-ovest dello Sri Lanka, Sinharaja è l'ultima area vitale del paese di foresta pluviale tropicale primaria. Oltre il 60% degli alberi è endemico e molti di essi sono considerati rari. C'è molta fauna endemica, in particolare uccelli, ma la riserva ospita anche oltre il 50% delle specie endemiche di mammiferi e farfalle dello Sri Lanka, oltre a molti tipi di insetti, rettili e anfibi rari. |
|      | Città sacra di Kandy                        | Kandy                                                             | Culturale (450; iv, vi)      | 1988 | Questo sacro sito buddista, popolarmente conosciuto come la città di Senkadagalapura, fu l'ultima capitale dei re singalesi il cui patrocinio permise alla cultura Dinahala di prosperare per più di 2500 anni fino all'occupazione dello Sri Lanka da parte degli inglesi nel 1815. È anche il sito del Tempio della Reliquia del Dente (il sacro dente del Buddha), che è un famoso luogo di pellegrinaggio. |
|      | Città vecchia di Galle e sue fortificazioni | Galle                                                             | Culturale (451; iv)          | 1988 | Fondata nel XVI secolo dai portoghesi, Galle raggiunse l'apice del suo sviluppo nel XVIII secolo, prima dell'arrivo degli inglesi. È il miglior esempio di città fortificata costruita dagli europei nel sud e sud-est asiatico, che mostra l'interazione tra stili architettonici europei e tradizioni dell'Asia meridionale. |
|      | Tempio della grotta di Rangiri Dambulla     | Dambulla                                                          | Culturale (561; i, vi)       | 1991 | Luogo sacro di pellegrinaggio da ventidue secoli, questo monastero rupestre, con i suoi cinque santuari, è il complesso di templi rupestri più grande e meglio conservato dello Sri Lanka. Di particolare importanza sono le pitture murali buddiste (che coprono una superficie di 2 100 m²), così come le 157 statue. |
|      | Altopiani centrali dello Sri Lanka          | Provincia Centrale, Sabaragamuwa                                  | Naturale (1203; ix, x)       | 2010 | Gli altopiani dello Sri Lanka sono situati nella parte centro-meridionale dell'isola. La proprietà comprende l'area protetta di Peak Wilderness, il Parco nazionale di Horton Plains e la Foresta di conservazione dei monti Knuckles. Queste foreste montane, che si elevano a 2500 metri sul livello del mare, ospitano una straordinaria gamma di flora e fauna, tra cui diverse specie in via di estinzione come il langur dalla faccia violacea occidentale, il loris gracile delle pianure di Horton e il leopardo dello Sri Lanka. La regione è considerata uno straordinario punto caldo di biodiversità. |

## Siti candidati
| Foto | Sito | Luogo                                                                    | Tipo                          | Anno       | Descrizione |
| ---- | --- | ------------------------------------------------------------------------ | ----------------------------- | ---------- | --- |
|      | Seruvila Mangala Raja Maha Vihara                                                                                                   | Seruwawila                                                               | Culturale (5083; ii, v)       | 30/10/2006 | Seruwila Mangala Raja Maha Vihara è un antico tempio che è tra i sedici santuari buddisti più sacri (Solomathana) in Sri Lanka. Fu costruito durante il regno del re Kavan Tissa, principe di Ruhuna (II secolo a.C.) e contiene il Lalata Dathun Wahanse (osso sacro della fronte) di Buddha. |
|      | Antico cammino del pellegrino da Seruwila a Sri Pada (Santuario dell'impronta del piede sacro) lungo il fiume Mahaweli in Sri Lanka | Provincia Centrale, Provincia Centro-Settentrionale, Provincia Orientale | Culturale (5531; ii, iii, vi) | 29/04/2010 | I pellegrinaggi associati al culto della venerazione delle reliquie sono stati una tradizione secolare sin dall'introduzione del buddismo in Sri Lanka. Il percorso di pellegrinaggio che inizia da Seruwila e attraversa Somawathie, Polonnaruwa, Mahiyangana, Kandy e termina a Sri Pada tocca luoghi significativi come quelli della reliquia dell'osso frontale, del dente destro, della reliquia dei capelli e della sedia tempestata di gemme, della reliquia del dente sinistro e dell'impronta del piede del Grande Maestro, Buddha.     |
|      | Antico Ariyakara Viharaya nella Riserva archeologica di Rajagala                                                                    | Distretto di Ampara                                                      | Culturale (6454; i, iii, iv)  | 27/02/2020 | Il complesso del monastero di Rajagala è stato identificato come uno dei tre tipi distintivi di monasteri costruiti durante il primo periodo di Anuradhapura. Il monastero è stato costruito come un monastero di meditazione in cui risiedevano circa 500 monaci che hanno raggiunto l'illuminazione. Di conseguenza, si potrebbe identificare il monastero di Rajagala come quello famoso per la predicazione di Ariyawansa dove si trovavano circa 500 monaci illuminati; da qui deriva il valore culturale, religioso e spirituale del sito. |